# Hoffman (film)
Hoffman is een Britse komische dramafilm uit 1970, geregisseerd door Alvin Rakoff. De film is gebaseerd op de roman Shall I Eat You Now van Ernest Gébler.

## Verhaal
Benjamin Hoffman is verliefd op Janet Smith, een typiste op zijn kantoor. Als hij erachter komt dat haar verloofde Tom op oneerlijke wijze geld heeft verdiend, chanteert hij Janet om een week met hem door te brengen. Hij hoopt dat ze Tom zal vergeten en in plaats daarvan op hem verliefd zal worden. Hoffman is vol verlangen naar de jonge vrouw, maar hij is ook verbitterd over vrouwen en hij provoceert haar. Wanneer Tom na een anonieme tip (die van Hoffman zelf afkomstig is) bij Hoffman aanbelt, gaat Janet met hem mee. Maar als Tom haar vraagt Hoffman over te halen om hem niet aan te klagen, gaat ze terug naar Hoffman en realiseert zich dat hij de beste partner voor haar is.

## Rolverdeling
| Acteur         | Personage        |
| -------------- | ---------------- |
| Peter Sellers  | Benjamin Hoffman |
| Sinéad Cusack  | Janet Smith      |
| Jeremy Bulloch | Tom Mitchell     |
| Ruth Dunning   | mevrouw Mitchell |